# Arnicratea ferruginea
Arnicratea ferruginea là một loài thực vật có hoa trong họ Dây gối. Loài này được (King) N.Hallé mô tả khoa học đầu tiên năm 1984.